# Matti Pitkänen
Pour les articles homonymes, voir Pitkänen.
Matti Pitkänen (né le 20 décembre 1948) est un ancien fondeur finlandais.

## Palmarès

### Jeux Olympiques
| Épreuve / Édition | Innsbruck 1976 | Lake Placid 1980 |
| 30 km             | 13e            | 6e               |
| 50 km             |                | 11e              |
| 4 × 10 km         | Or             | Bronze           |

### Championnats du monde
| Épreuve / Édition | Lahti 1978 |
| 15 km             | 4e         |
| 30 km             | 4e         |
| 50 km             | 4e         |
| 4 × 10 km         | Argent     |